# Újezdec (Jindřichův Hradec)
Újezdec é uma comuna checa localizada na região da Boêmia do Sul, distrito de Jindřichův Hradec.